# Héctor Gagliardi
Héctor Francisco Gagliardi (Buenos Aires, 29 de noviembre de 1909 - Mar del Plata, 19 de enero de 1984)
 fue un destacado poeta, recitador y letrista de tango argentino, conocido por sus poesías y textos en lunfardo. Fue probablemente el poeta que mayores ventas de libros alcanzó en la historia argentina (si se exceptúa a José Hernández con su Martín Fierro), alcanzando un millón y medio de ejemplares.

## Biografía
Nació en el barrio de Constitución de la Ciudad de Buenos Aires, en la calle Lima al 900, viviendo durante su infancia y juventud en el barrio de San Telmo. Reconocido hincha de Racing Club de Avellaneda, le llegó a escribir más de un poema al club de sus amores.
Fue íntimo amigo del poeta Celedonio Flores (el Negro Cele), quien lo impulsó a recitar sus versos en público. Lo hizo por primera vez en un bar de la cortada Carabelas, centro nocturno tanguero por excelencia. Esa misma noche lo escuchó un productor y lo llevó a Radio Belgrano, donde recitó sus poesías en el programa de Jabón Federal, alcanzando gran éxito popular.
Su apodo de «El Triste» proviene de su debut, durante la Segunda Guerra Mundial, recitando su poema «Reyes Magos», una emotiva composición sobre la guerra, los niños y los juguetes. Su primer poema fue «Medianoche», al que Troilo puso música pero nunca lo grabó. El tango «Media noche» que registró Troilo es otro, compuesto por Eduardo Escaris Méndez y Alberto Tavarozzi y cantado por Aldo Calderón.
Falleció el jueves 19 de enero de 1984 en Mar del Plata, provincia de Buenos Aires, víctima de un infarto agudo de miocardio. El poeta Héctor Gagliardi tenía 74 años.

## Obra

### Poemas
Alguno de sus poemas más conocidos son:
- A Irineo Leguisamo
- Adiós tranvía
- Alergia
- Bolita de ojito
- Buenos Aires
- Calle Corrientes
- Celos
- El dotor
- El jubilado
- El padre
- El rusito
- El sapito
- Francamente
- La chica del Normal
- La maestra
- La pelota de treinta
- La piba de quince

Los tres reyes magos
- María
- Me llamo tango
- Querida suegra

### Tangos
- "Alergia" (milonga), con música de Enrique Francini.
- "Primer beso" (vals), con música de Carlos Dante y Pedro Noda.
- "Humillación", con música Pedro Vergez.
- "Perdoname hermano", con música de Edgardo y Osvaldo Donato.
- "Uruguay yo te saludo", con música de Donato Racciatti.
- "Yo te recuerdo tranvía", con música de Leopoldo Federico.
- "Vencido", con música de Orestes Cúfaro.
- "Matrimonio", con música de Roberto Carlés.
- "Medianoche", con música de Aníbal Troilo (que nunca fue grabado por Troilo).
- "Claro de luna", con música de Aníbal Troilo.

### Libros
- 1941: Puñado de emociones, con prólogo de Alberto Vaccarezza, 1941.[2]
- 1944: Versos de mi ciudad (Pinceladas porteñas), presentado por Enzo Centenario Argentino Ardigó, 1944.
- 1946: Por las calles del recuerdo, con prólogo de Homero Manzi, 1946.
- 1949: Esquina de barrio, con prólogo de Cátulo Castillo, 1949.
- 1981: El sentir de Buenos Aires, con prólogo de Jorge A. Bossio, 1981.

### Discografía
- ????: "El triste" - ODEON
- 1955: "El recitado de Héctor Gagliardi - Colección musical" - EMI ODEON
- ????: "Lo mejor de Buenos Aires - Música y poesía" - Junto a Héctor Insua - DISCUBA
- 1975: "El sentir de Buenos Aires" - MICROFON ARGENTINA
- 1977: "Barrio Sur" - MICROFON ARGENTINA
- 1978: "Lo mejor de Héctor Gagliardi" - MICROFON ARGENTINA
- 1980: "Héctor Gagliardi" - MICROFON ARGENTINA
- 1980: "Perfiles de una ciudad que fue y seguirá siendo" - MICROFON ARGENTINA
- 1981: "Buenos Aires" - EMI ODEON
- 1983: "Lo mejor de Héctor Gagliardi El Triste" - ATTY DISCOS
- 1985: "Héctor Gagliardi" - MICROFON ARGENTINA
- ????: "Versos de mi Ciudad" - MICROFON ARGENTINA
- ????: "Esquina de barrio" - MICRORON ARGENTINA
- ????: "Me llaman el triste" - MICROFON ARGENTINA
- 1992: "Por las calles del recuerdo" - MICROFON ARGENTINA
- ????: "20 Súper Éxitos" - MICROFON ARGENTINA
- 1994: "20 Grandes Éxitos" - SONY MUSIC ENTERTAINMENT ARGENTINA S.A.
- 2007: "Mis 30 mejores canciones" - SONY MUSIC ENTERTAINMENT ARGENTINA S.A.

## Filmografía
Actor
- 1949: El ídolo del tango
- 1950: Al compás de tu mentira

## Televisión
- 1955: Música bajo las estrellas con Héctor y su jazz (espectacular conjunto de la década de 1950), Patricia Castell, Elena de Torres, Mario Faig, Fernando Torres, Sara Benítez y Tincho Zabala.